# Charly Efe
Carles Sanchis Blasco (València, 1979) és un raper valencià, conegut pel pseudònim Charly Efe.
Entra en contacte amb el rap a una edat relativament tardana, i destaca per les lletres i bases fosques, temàtiques intimistes i decadents. El 2012 coneix a Loren D, amb qui durant 8 anys fa un tàndem musical.
El 2020, amb el seu amic Teko munta el grup Poetas Puestos.